# Socotracris
Socotracris is een geslacht van rechtvleugeligen uit de familie krekels (Gryllidae). De wetenschappelijke naam van dit geslacht is voor het eerst geldig gepubliceerd in 2012 door Desutter-Grandcolas.

## Soorten
Het geslacht Socotracris  is monotypisch en omvat slechts de volgende soort:
- Socotracris kleukersi (Felix & Desutter-Grandcolas, 2012)